# Liesel Holler
Liesel Holler Sotomayor (1980, Cerro de Pasco) es una médica, modelo y ganadora de los certámenes de belleza Miss Perú 2004 y Miss Caraïbes Hibiscus 2004.

## Concursos de belleza

### Miss Perú 2004
Holler representó al departamento de Pasco en Miss Perú 2004 la noche del 19 de abril de 2004. Fue coronada Miss Perú con un gran impacto durante la transmisión al superar a la máxima favorita María Julia Mantilla, quien fue coronada Miss Mundo Perú 2004 quien meses después ganaría el certamen de Miss Mundo 2004 .

### Miss Universo 2004
El 1 de junio de 2004 en Miss Universo 2004 no logró clasificar en Quito, Ecuador. Al final del evento la australiana Jennifer Hawkins logró ganar.  

### Miss Tierra 2004
El 24 de octubre de 2004, Holler clasificó en el top 16 siendo esta la segunda ocasión que Perú clasifica en Miss Tierra. En ese año ganó la brasileña Priscilla Meirelles. 

### Miss Caraibes Hibiscus 2004
Después representó a Perú en Miss Caraïbes Hibiscus 2004 donde logró ser ganadora en San Martín, Francia venciendo a concursantes de América Latina.